# 45 nm 공정
45 nm(나노미터) 공정은 회로선 폭이 45 nm 인 반도체를 다루는 CMOS 반도체 제조 공정이다.

## 45 나노미터 제조 공정을 적용한 프로세서
- 마쓰시타가 공개한 45 nm Uniphier.
- 인텔 코어 2 울프데일, 요크필드, 요크필드 XE, 펜린
- 인텔 코어 i7 계열 프로세서 i5 7500 (린필드, 클락스필드)
- 인텔 펜티엄 듀얼 코어 울프데일-3M
- 하이퍼스레딩 기술이 포함된 인텔 아톰 프로세서 파인뷰, 다이아몬드빌
- AMD 쿼드 코어 프로세서 데네브 (페넘 II)
- AMD 쿼드 코어 프로세서 상하이 (옵테론)
- AMD 듀얼 코어 프로세서 레고르 (애슬론 II)
- AMD 모바일 듀얼 코어 프로세서 카스피안 (튜리온 II)
- AMD 6 코어 프로세서 투반 (페넘 II)
- 엑스박스 360 S 모델의 제논
- 플레이스테이션 3 슬림 모델의 셀 브로드밴드 엔진
- 삼성 S5PC110 (허밍버드)
- 텍사스 인스트루먼트 OMAP 36xx
- IBM POWER7
- IBM z196
- IBM Wii U POWER7 CPU